# Петті-Гарбор-Меддокс-Коув
Петті-Гарбор-Меддокс-Коув (англ. Petty Harbour-Maddox Cove) — містечко в Канаді, у провінції Ньюфаундленд і Лабрадор.

## Населення
За даними перепису 2016 року, містечко нараховувало 960 осіб, показавши зростання на 3,9%, порівняно з 2011-м роком. Середня густина населення становила 211,5 осіб/км².
З офіційних мов обидвома одночасно володіли 80 жителів, тільки англійською — 880, а 5 — жодною з них. Усього 10 осіб вважали рідною мовою не одну з офіційних.
Працездатне населення становило 65,8% усього населення, рівень безробіття — 14,2% (20% серед чоловіків та 7,8% серед жінок). 91,5% осіб були найманими працівниками, а 7,5% — самозайнятими.
Середній дохід на особу становив $43 257 (медіана $34 475), при цьому для чоловіків — $53 614, а для жінок $33 398 (медіани — $42 197 та $28 352 відповідно).
28% мешканців мали закінчену шкільну освіту, не мали закінченої шкільної освіти — 24,8%, 47,8% мали післяшкільну освіту, з яких 16,9% мали диплом бакалавра, або вищий.
| Статево-вікова структура населення | Статево-вікова структура населення | Статево-вікова структура населення | Статево-вікова структура населення | Статево-вікова структура населення |
| ---------------------------------- | ---------------------------------- | ---------------------------------- | ---------------------------------- | ---------------------------------- |
|                                    |                                    |                                    |                                    |                                    |
| Всього                             | Всього                             | 49,5%50,5%                         |                                    |                                    |
| 0 — 14 років                       | 0 — 14 років                       |                                    | 15,6%                              | 15,6%                              |
| 15 — 64 років                      | 15 — 64 років                      |                                    | 68,2%                              | 68,2%                              |
| 65 і більше                        | 65 і більше                        |                                    | 16,1%                              | 16,1%                              |
| 85 і більше                        | 85 і більше                        |                                    | 1,6%                               | 1,6%                               |
| Середній вік (років)               | Середній вік (років)               | 40,242,6                           | 41,4                               | 41,4                               |
| Медіана (років)                    | Медіана (років)                    | 42,444,3                           | 43,6                               | 43,6                               |
| — чоловіки — жінки                 |                                    |                                    |                                    |                                    |

| Походження мешканців:     | Походження мешканців:     | Походження мешканців: | Походження мешканців: | Походження мешканців: |
| ------------------------- | ------------------------- | --------------------- | --------------------- | --------------------- |
| Походження                |                           |                       | осіб                  | %                     |
| Корінні американці        | Корінні американці        |                       | 15                    | 1.56%                 |
| Інше північноамериканське | Інше північноамериканське |                       | 665                   | 69.27%                |
| Європейське               | Європейське               |                       | 490                   | 51.04%                |
| британське                | британське                |                       | 455                   | 47.4%                 |

| Зайнятість населення за галузями (за класифікацією NOC): | Зайнятість населення за галузями (за класифікацією NOC): | Зайнятість населення за галузями (за класифікацією NOC): | Зайнятість населення за галузями (за класифікацією NOC): | Зайнятість населення за галузями (за класифікацією NOC): |
| -------------------------------------------------------- | -------------------------------------------------------- | -------------------------------------------------------- | -------------------------------------------------------- | -------------------------------------------------------- |
|                                                          |                                                          |                                                          |                                                          |                                                          |
| Управління                                               | Управління                                               |                                                          | 8,6%                                                     | 8,6%                                                     |
| Бізнес, фінанси та адміністрування                       | Бізнес, фінанси та адміністрування                       |                                                          | 12,4%                                                    | 12,4%                                                    |
| Природничі та прикладні науки                            | Природничі та прикладні науки                            |                                                          | 2,9%                                                     | 2,9%                                                     |
| Охорона здоров'я                                         | Охорона здоров'я                                         |                                                          | 5,7%                                                     | 5,7%                                                     |
| Освіта, правозахист, муніципальні та урядові служби      | Освіта, правозахист, муніципальні та урядові служби      |                                                          | 8,6%                                                     | 8,6%                                                     |
| Мистецтво, культура, відпочинок та спорт                 | Мистецтво, культура, відпочинок та спорт                 |                                                          | 4,8%                                                     | 4,8%                                                     |
| Роздрібна торгівля та послуги                            | Роздрібна торгівля та послуги                            |                                                          | 28,6%                                                    | 28,6%                                                    |
| Гуртова торгівля, транспорт та обладнання                | Гуртова торгівля, транспорт та обладнання                |                                                          | 16,2%                                                    | 16,2%                                                    |
| Природні ресурси, сільське господарство                  | Природні ресурси, сільське господарство                  |                                                          | 6,7%                                                     | 6,7%                                                     |
| Виробництво                                              | Виробництво                                              |                                                          | 4,8%                                                     | 4,8%                                                     |

## Клімат
Середня річна температура становить 5°C, середня максимальна – 18,7°C, а середня мінімальна – -9,8°C. Середня річна кількість опадів – 1 517 мм.
| Клімат поселення                              | Клімат поселення | Клімат поселення | Клімат поселення | Клімат поселення | Клімат поселення | Клімат поселення | Клімат поселення | Клімат поселення | Клімат поселення | Клімат поселення | Клімат поселення | Клімат поселення | Клімат поселення |
| Показник                                      | Січ.             | Лют.             | Бер.             | Квіт.            | Трав.            | Черв.            | Лип.             | Серп.            | Вер.             | Жовт.            | Лист.            | Груд.            |                  |
| Середній максимум, °C                         | 0,33             | −0,05            | 2,70             | 6,83             | 11,45            | 15,74            | 18,66            | 18,73            | 15,24            | 10,63            | 6,34             | 1,47             |                  |
| Середня температура, °C                       | −4,54            | −4,94            | −2,2             | 1,93             | 6,57             | 10,85            | 15,45            | 15,50            | 12,01            | 7,40             | 3,11             | −1,76            |                  |
| Середній мінімум, °C                          | −9,45            | −9,84            | −7,08            | −2,97            | 1,66             | 5,94             | 12,22            | 12,27            | 8,78             | 4,18             | −0,11            | −4,98            |                  |
| Норма опадів, мм                              | 147              | 129              | 132              | 124              | 104              | 106              | 93               | 107              | 128              | 156              | 143              | 148              |                  |
| Середньомісячна швидкість вітру, м/с          | 8.26             | 7.67             | 7.26             | 6.60             | 5.85             | 5.38             | 5.20             | 5.23             | 5.87             | 6.69             | 7.26             | 8.03             |                  |
| Середньомісячна сонячна радіація, кДж/м²·день | 3970             | 6726             | 10526            | 13968            | 17051            | 19074            | 19255            | 16106            | 12071            | 7159             | 4181             | 3085             |                  |
| --------------------------------------------- | ---------------- | ---------------- | ---------------- | ---------------- | ---------------- | ---------------- | ---------------- | ---------------- | ---------------- | ---------------- | ---------------- | ---------------- | ---------------- |
| Джерело:                                      |                  |                  |                  |                  |                  |                  |                  |                  |                  |                  |                  |                  |                  |